# 紅音ほたる
紅音 ほたる（あかね ほたる、1983年10月25日 - 2016年8月15日）は、日本の元AV女優で女優、タレント。大阪府出身。

## 略歴
2004年、秋月 杏奈（あきつき あんな）としてAVデビュー。当初はギャル系だったが、ロリ系にイメージチェンジをし、キカタン女優（企画単体女優）として人気になる。秋月杏菜名義での出演作もある。同年12月、事務所を移籍して紅音ほたるに改名、しばらく後、ロリ系からギャル系にイメージを戻した。
2005年、2005『週刊プレイボーイ』AVアカデミー賞新人賞を受賞。
2006年、MIMI、麻生岬とともにケイ・エム・プロデュースの企画レーベル「おかず。」のキャンペーンガール、「チームコギャル」に選ばれた。
2008年9月、『週刊プレイボーイ』9/15号でのインタビューにおいて、AV女優からの引退を発表、同年11月2日のイベントをもって引退。
引退後はタレント業やポールダンサーとして活動すると共に、HIV予防啓発活動などの女性向けの性意識改革プロジェクトを推進。2010年5月、一般社団法人つけなアカンプロジェクトを設立。同団体代表理事に就任。
2011年6月、台湾HIV基金主催で中華民国 (台湾) の国会である立法院内でのHIV検査週間啓発記者会見にてスピーチ。同時に公認HIV啓発大使に就任。
2016年8月15日、自宅で倒れていたところを同居人に発見され死亡が確認された。32歳没。死因は喘息急性発作による突然死とされる。

## 人物

### 潮吹き
潮吹きクイーンとして有名で、ほとんどの出演作品で潮吹きが見られる。そのため潮吹きにまつわるものを中心に様々なエピソードがある。
- 潮吹きの強さは、天井にまで潮が届いてしまうこともあるほど。その強さのため、AV撮影中にビデオカメラが潮をかぶり使用不能になったことも多いといい、本人曰く「20台以上は壊している」らしい。一応潮を吹く直前にはカメラマンにその旨を告げるようにしているのだが、一方で潮吹きの瞬間は最大の見せ場でもあるため、カメラマンが撮影を優先した結果カメラがもろに潮を被ってしまうのだという[9]。ただ、潮吹きは圧がかかって尿道が裂けるような状態になるため、かなり痛かったと語っている。
- 潮吹きの量の多さのため脱水症状になりかけたこともあるといい、AVの撮影現場では水分補給のためスポーツドリンク（それも2リッターのペットボトル）が欠かせない。1回の撮影には5リットル程飲むとのこと。そのためAV関係者の間では「紅音ほたるはポカリがないと機嫌が悪くなる」と言われていたらしいが、本人によれば別にスポーツドリンクであればブランドは何でもいいとのこと[9]。ポカリスエットを使用している理由は、撮影現場で脱水症状を起こし病院に行った際に潮吹きで脱水したとは言えず「汗をかいた」と言ったところ医師から「水よりポカリを飲め」と言われたことによる[10]。
- 「紅音ほたるのおもちゃ生活」で販売するグッズに関しては、全て自らが試しただけでなく「潮を吹いた」ものを販売しているとのこと[9]。

### 性教育啓発
- 飯島愛に憧れ女優となり、飯島愛が啓発していたコンドーム着用などの啓発活動であるガールズガード運動に参加。飯島の死去後は紅音の引退が重なったこともあり、入れ替わるように啓蒙活動に力を注いでいった[11]。前述のように推進してきた「つけなアカンプロジェクト」は2010年に一般社団法人化された[11]。

## 出演

### 映画
- 赤龍の女（2006年10月公開）
- トラ・コネ（2008年10月公開）

### テレビ
- 女神のハテナ（2007年6月26日・8月21日、日本テレビ系）
- うえぶたま（2007年、テレビ東京系）
- 特命係長 只野仁 SP '08 大手銀行派遣女子行員が仕掛けた罠（2008年2月2日、テレビ朝日系）
- パチロット情報局（2008年10月〜 レギュラー出演中、テレビ埼玉）
- おとなのびっくりクリニックSP（2009年8月3日、日本海テレビ）…櫻井ゆうこ、範田紗々、早川瀬里奈と共にゲスト出演。
- 遠藤淳（テレビ東京系、2009年9月25日）…範田紗々、かすみりさ、花美ひなと共にゲスト出演。
- ザ・ゴールデンアワー（2009年10月15日、TOKYO MX、）…コメンテーターとして。
- おとなのびっくりクリニック2（2010年1月〜・レギュラー出演、日本海テレビ）… 女医役
- くだまき八兵衛X（2012年6月7日、テレビ東京）…ゲスト出演
- クローズアップ現代+（2016年12月8日、NHK）…『アジアが泣いた　AV女優の死　～歪んだ“性”と闘う～』

### ラジオ
- music storage（TOKYO FM）
- Daily Planet（2008年3月13日、TOKYO FM）
- アーバン ソウルクラブ（JFN制作、2008年3月22日付放送分）...ゲスト
- 高田純次・河合美智子の東京パラダイス（2008年3月22日、文化放送）
- 梶原ヒロシのサンデーモーニングライブ（2008年4月13日、JFN）
- マット安川のスーパーフライデー（2010年2月26日ラジオ日本）...ゲスト

### インターネット放送
- 紅音ほたる!満潮!絶好調!（GyaOジョッキー、MCとして出演）
- 超サンミュージック #27-三拍子ナイト #32-おっぱっぴーナイト （GyaOジョッキー）ゲスト
- 平成ノブシコブシの破天荒ダメだし! #27 （GyaOジョッキー） ゲスト
- 紅音ほたると一緒に飲もうよ!（あっ!とおどろく放送局、2010年10月6日 - 2011年9月21日）

### CD音源
- 小悪魔magic（オムニバスアルバム、2008年12月24日）
- あいのくに（自身が作詞。2008年3月19日、ユニバーサルミュージックより発売のアルバムCD「メロラバ」に収録。）
- 大人のカルタ〜紅音ほたるバージョン〜（2007年、テレビ東京の番組「うぇぶたま」で紅音本人が読み上げた物を収録したCD）

### CM出演
- 紅葉書店
- メタボリック ダイヤモンドバナナ

### IV
- 競泳水着フェティシズム6（日本メディアサプライ、2006年4月21日）

### PV
- DJ OZMA FOR YOU
- this is not a business「AKANE-CHAN」

### 書籍
- 紅音ほたるの性感ヨーガ―お嬢さんからおじいちゃんまで（2006年11月、スタジオワープ、ISBN  978-4860102005)
- 小悪魔ageha（2007年1月号、2月号 インフォレスト）
- ホタル☆せいかつ―セクシーとしか言いよーのない日記（2008年7月9日、 リイド社、ISBN 978-4845835485）
- 病み本 10代編 (2009年7月17日、 ポプラ社、アフターダーク委員会 (著)、ISBN 978-4591110638)- 紅音ほたるは登場人物の1人
- 中高生からのライフ&セックス サバイバルガイド (こころの科学増刊) （2016年8月16日、日本評論社、ISBN 978-4535904408、 松本俊彦・岩室 紳也・古川 潤哉 (編集)） - 紅音ほたるは著者の1人

## 作品（アダルトビデオ）

### 秋月杏奈・秋月杏菜 名義
- 忠犬サセ公（2月20日 メディアステーション）
- ももねこてぃ〜んず（3月17日 ワールドユニティ）
- 関西流ハメ撮り タンキセのワカイモンニハマケマヘンデェ 2（3月25日 レイディックス）
- 噂のどすけべ\キャッシング!!ち○ぽドキドキ即マンお姉さん!（4月3日 ディープス）
- P.C.Sport DVD 41 あんな（4月7日 ワールドユニティ）
- ももねこびじゅあるたいぷ（4月19日 ワールドユニティ）
- みるスポ!（6月8日 みるきぃぷりん♪）
- COVER GIRL 2（6月20日 イマージュ）
- 高級ロリソープ（7月1日 マルクス兄弟）
- 超天然!桃尻娘アナドール（7月8日 ハードゴアマニアックス）
- 真メイドバトルDPG（7月16日 メディアアーツ）
- 関西流ハメ撮り・タンセキのワカイモンニハマケヘンデェ5（7月23日 レイディックス）
- 素人ギャルズ[LEVEL A] 16（8月20日 ジャパンホームビデオ）
- イカせ続けると女はどーなるのか?（9月1日 ワンズファクトリー）
- 逆レイプ 生徒会長!!が…!? 秋月杏奈の小悪魔的裏取締り（9月9日 アイエナジー）
- GOガイ!秋月杏奈 DVD!（9月17日 シャイ企画）
- ロリッ痴!（9月23日 ハンドメイドビジョン）
- 眼鏡ブルマ（10月1日 ワンズファクトリー）
- 秋月杏奈の潮吹き女王伝説!（10月7日 アイエナジー）
- 恥ずかしいコト。（10月8日 アウダースジャパン）
- 狙われたドリンクレディ（10月15日 ジェイモデル）
- 綿パン女はいい匂い（10月20日 イマージュ）
- 女子校生ノーパン痴漢バス ［性虐編］（10月22日 笠倉出版社）オムニバス作品
- 杏奈のコスプレ・ナース&女子校生（10月25日 レイディックス）
- フェライド おしゃぶりスペシャル（10月29日 笠倉出版社）他多数出演
- デジタルモザイクVol.053（11月1日 MOODYZ）
- パジャマっ娘（11月1日 ワンズファクトリー）
- 秋月杏奈の 絶頂潮吹きイキまくり 全裸勤務（11月4日 アイエナジー）
- 人気者で抜こう!! 1（11月1日 KUKI）
- 小悪魔系（11月19日 GLAY'z）
- 潮吹きイキまくり絶頂キープ（12月1日 MOODYZ）
- 秋月杏奈の音プレミアム（12月4日 ハンドメイドビジョン）
- 拘束イカせ潮吹きトランス （12月4日 アイエナジー）
- 美少女ヒロイン コスプレンジャー（12月4日 アイエナジー）オムニバス作品
- 制服大図鑑（12月10日 デジタルバンク）
- メイド姉妹（12月10日 TMA）
- 芦屋のお嬢様のやわらかい関西弁でイカされたい。（12月17日 GLAY'z）
- 秋月杏奈のコスプレ・エイベックス&ブルマ（12月17日 レイディックス）
- FETCH&EROTIC 黒Stocking（12月24日、笠倉出版社）

- ラブレズ04（1月8日 みるきぃぷりん♪）
- HIGH SCHOOL FUCK（1月8日 アイデアポケット）
- Hなナースの時間外勤務2（1月20日 アイエナジー）オムニバス作品
- 秋月杏奈のコスプレ・バレリーナ&メイド（1月25日 レイディックス）
- 潮吹き女子校生（1月28日 GLAY'z）
- 美嬢伝説（1月20日、ジェイモデル）
- 秋月杏奈のコスプレ・ボンテージ&セクシーポリス（2月25日 レイディックス）
- ANGEL HOSPITAL（3月8日 アイデアポケット）
- めがねっ娘…。4時間。（5月27日 メディアステーション）
- もっともカワイイ秋月杏奈（9月19日 みるきぃぷりん♪）
- 制服着たままFUCK 2（10月28日 TMA）

### 紅音ほたる 名義
2004年
- 拘束イカせ潮吹きトランス（12月4日 アイエナジー）
- 着エロ×モザイクレス（12月17日 ジャパンホームビデオ）

- うっかりマンコが出てました 秋月杏菜改め紅音ほたる（1月1日 ワンズファクトリー）
- イカせ!潮吹き!!ベイビー（1月20日 アイエナジー）
- 新・少年A（1月20日 ヒビノ）
- 手を使わずオナニーで濡らして（1月20日 甲斐正明事務所(ブリット））
- 眼鏡ボクサー（2月1日 ワンズファクトリー）
- クラブ活動（2月4日 タカラ映像）
- Hな女子校生の課外授業（2月4日 アイエナジー）オムニバス作品
- 天使降臨（2月15日 ジェイモデル）
- 大暴走実録AV!!完全デートマニュアル オープン撮影NGの紅音ほたるを言葉巧みに外へ（2月17日 アイエナジー）
- 憧れの銀行員〜秘密の性癖（2月18日 タカラ映像）
- オジコンギャルのおやじ逆ナンパ（2月25日 ホットエンターテイメント）
- 誘われてココナッツ（3月15日 ジェイモデル）
- 淫語★痴女[口の上手いオンナ]（4月10日 ドリームチケット）
- 狙われたペンションガール（4月15日 ジェイモデル）
- 接吻旅行（4月15日 ワープエンタテインメント）
- 野外コスプレ最高世紀 2（4月20日 ホットエンターテイメント）
- 潮吹き43連発 日本記録樹立!!（4月21日 アイエナジー）
- girl's I.D.（4月24日 KUKI）オムニバス作品
- 癒らし。2（4月29日 アウダーズジャパン）
- 童貞狩り3（5月10日 ドリームチケット）
- MAD CITY GIRL（5月13日 アタッカーズ）
- デイドリーム（5月15日 ジェイモデル）
- AV女優が真っ裸・お笑いで人を笑わせられるか(仮）（5月25日 ホットエンターテイメント）
- 義妹の誘惑 [危ない同居生活]（6月10日 ドリームチケット）
- ご奉仕学級委員長 2（6月13日 MOODYZ）
- 催眠監禁（6月15日 ジェイモデル）
- 合法ロリータ4 淫行スペシャル2時間 厳選ロリータ6人あぶないあそび（6月16日 アイエナジー）
- FACE[フェイス] 84（6月17日 アウダースジャパン）
- 裏FACE 催眠[赤]12（6月17日 アウダースジャパン）
- 拷問くらぶ 潮吹き汚辱編（7月1日 MOODYZ）
- 紅音ほたるのプライベート映像が流出しました!!（7月15日 オブテイン・フューチャー）
- COS-DOLL紅音ほたる（7月15日 ジェイモデル）
- 少女ダブルおめこ関西弁（7月15日 ドグマ）
- 潮吹きバラエティー“噴射の神様”Vol.2 完全版（7月29日 ミリオン(ケイ・エム・プロデュース））
- 紅音ほたる・撮影後・盗撮レズ（8月10日 オブテイン・フューチャー）
- 僕、専用。[Z]07（8月11日 ゴーゴーズ）
- 最高のオナニーのために ※オナニーグッズ付き（8月13日 MOODYZ）
- 秘蜜の誘惑（8月15日 ジェイモデル）
- スーパースローモーション 〜紅音ほたる初ぶっかけ&潮吹きをじっくりお見せします〜（8月18日 SODクリエイト）
- 電マ攻撃 電マの快感におぼれる女たち（8月18日 アイエナジー）
- 黒タイツ学級委員長はヤリまん。（8月26日 ビッグモーカル）
- エロメガネ（9月1日 ワンズファクトリー）
- エロティックバレリーナ 3（9月9日 ヒビノ）
- 泡姫ソープ天国（9月13日 マルクス兄弟）
- 痴女のススメ（9月13日 MOODYZ）
- PCSport（ぴーしーすぽると）65（9月15日 ワールドユニティ）
- 官能小説ドラマ 初夜（9月25日 ホットエンターテイメント）
- オナニーフリーク（10月1日 ワンズファクトリー）
- オマンコシャワー（10月13日 MOODYZ）
- ももねこティーンズ（10月13日 ワールドユニティ）
- 女子校生 れず 先輩と私 70（11月4日 U&K）
- パイパン大運動会EX（11月7日 カルマ）
- デジタルコカンUPザ・プッシー（11月13日 マルクス兄弟）
- イカサレ4時間 3（11月25日 おかず。(ケイ・エム・プロデュース））
- 男子禁制 ヌルヌル淫汁遊び（11月25日 U&K）
- 街角でスカートの脇の切れ目に手を入れて指マンするのが最高 2（11月25日 ホットエンターテイメント）
- Re-MIXスペシャル（11月28日 ワールドユニティ）
- 雌女anthology #025 （12月2日 アウダースジャパン）
- 5周年記念作品 NO. 1美女軍団 銀行強盗事件 中出し20連発 知られざる真実（12月4日 アイエナジー）
- 鬼畜輪姦 陵辱バスガイド（12月4日 ヒビノ）
- ほたるがおなるの手伝って（12月4日 アロマ企画）
- 24人のカリスマアイドル5（12月16日 ケイ・エム・プロデュース）オムニバス作品
- 女子校生に優〜しく小バカにされたい（12月23日 エムズファクトリー(アロマ企画））
- 手コキ強制射精 『シゴ彼ッ!!』 VOL 1（12月23日 U&K）
- 病みつきオナニー3（12月23日 U&K）

- Dirty Lips 汚れた唇 【限定版】（1月5日 アウダースジャパン）
- 僕、専用。[Z]SPECIAL 時空の旅人（1月12日 ゴーゴーズ）
- ふたりが痴女で関西娘で女子校生で僕、埼玉出身（1月13日 ビッグモーカル）
- 月刊紅音ほたる完全版（1月27日 おかず。(ケイ・エム・プロデュース））
- 潮吹きがまん顔2〜敏感ゆえに崩れゆく顔〜（1月27日 アロマ企画）
- 黒タイツ LOVERS(2）（2月4日 アイエナジー）
- 痴女サミット（2月4日 アキノリ）
- PlatinumTicket 29（2月10日 ドリームチケット）
- レズサミット（3月4日 アキノリ）
- PORNOGRAPH 09（3月4日 グラフィス）オムニバス作品
- ハレン痴女子校生（3月7日 プレミアム）
- D LIPs-HIGH SCHOOL（3月10日 アウダースジャパン）
- 集団女子校生痴女 卒業バス旅行編（3月24日 メディアステーション）
- 制服トランス（4月1日 ワンズファクトリー）
- 紅音ほたるを拘束電マ痙攣潮吹き連続アクメ中出し（4月13日 カルマ）
- NO!もざいく（4月15日 紀州書店）
- TheGAL-NANGET!17（4月22日 グローリークエスト）
- 紅音ほたるの「YOGA&SEX」 <DVDプレイヤーズゲーム>（4月24日 メディアアーツ）
- 告(素顔）白（4月25日 31）
- 雌女anthology AV open ver.（5月1日 アウダースジャパン）※AV OPEN 2006エントリー作品
- 責め痴女 ハーレムスペシャル（5月1日 レアル・ワークス）※AV OPEN 2006エントリー作品
- ドリーム学園10（5月1日 MOODYZ）※AV OPEN 2006エントリー作品
- ヌキどころ一気に見せます!パイパン大運動会総集編+未公開オフショット（5月13日 カルマ）
- 集団痴女コギャル 3 完全版（5月19日 おかず。(ケイ・エム・プロデュース））他多数出演
- 寸止め女優潮吹きジラシ系（6月1日 ワンズファクトリー）
- 聖水くらぶ（6月1日 MOODYZ）
- Gals Egoist（6月5日 ワープエンタテインメント）
- ハラハラ☆ドキドキ 露出旅行（6月22日 ヒビノ）
- 女子高生 中出し20連発（6月22日 アイエナジー）
- ほたるの潮吹きエロバウアー（6月30日 INGOT）
- 絶対興奮（7月1日 ワンズファクトリー）
- 美尻潮吹（7月3日 実録出版）
- 美脚×ローライズ短パン×露出デート（7月13日 マルクス兄弟）
- オメコだらけ! 大阪在住素人集団VS関西弁W痴女（7月19日 ドグマ）
- ギャル 中出し20連発（7月20日 アイエナジー）
- 連続絶頂ギャルトランス（7月20日 ディープス）
- 痴女学園（7月20日 イマージュ）
- 雌女anthology Another ver. 「女の口は嘘をつく。」（7月21日 アウダースジャパン）
- 雌女anthology #034 「女の口は嘘をつく。」 DX II（7月21日 アウダースジャパン）
- 集団女子校生痴女 放課後男狩り編（7月28日 メディアステーション）
- EROTIC BREATH 潮吹くオンナ（8月4日 タカラ映像）
- W痴漢地獄 電車・トイレ・体育倉庫（8月4日 SODクリエイト）
- 僕と紅音ほたるとニューハーフ 女同士の嫉妬？密室劇場、世にも奇妙な三角関係。（8月13日 カルマ）
- ハーレム病棟24時（8月15日 ジェイモデル）
- 感じるレイプ?! 中出し20連発 新入社員（8月17日 アイエナジー）
- 責め痴女ハーレムSPECIAL 完全版（8月18日 レアル・ワークス）
- 痴女の唇と淫語挑発と接吻（9月1日 ワンズファクトリー）
- ドリーム学園10 6時間1980円 完全版（9月1日 MOODYZ）
- THE痴女 超ギリ激ヤバモザイク×潮吹きギャル騎乗位（9月7日 ディープス）
- ど痴女 超ド級!!強制チ〇ポ狩りの雌女 vol.14（9月8日 U&K）
- 絶対中出し出来る痴女クリニック（9月13日 マルクス兄弟）
- 高身長巨乳M女&低身長巨乳S女（9月19日 クロス）
- ぶっ飛び!公衆便所（9月21日 アイエナジー）
- 官能小説DVD3時間マックス（9月22日、ビッグモーカル）
- AVギャルの素人電車男逆ナンパ180分（9月22日 ビッグモーカル）
- 中出し強要ギャル痴女 ねぇ、中に出して!（9月29日(レンタルのみ） うまなみ。(ケイ・エム・プロデュース））
- IPキャバクラへようこそ（10月1日 アイデアポケット）
- 猥褻カタルシス（10月1日 ワンズファクトリー）
- LOVE GANG!（10月3日 グローリークエスト）
- 童貞の僕が近所の巨乳看護婦がいる病院に入院した。パート3（10月5日 V&Rプロダクツ）
- もしもアナタが…こ〜んな3姉妹の兄だったら?（10月13日 カルマ）
- ウルトラデジモな紅音ほたるとブルセラコスプレ援助交際（10月19日 クロス）
- 電マ上等 黒人野郎 黒（10月19日、アイエナジー）
- 紅音ほたるにキ○タマが空っぽになるまで抜かれたい。（10月19日 ヒビノ）
- 手コキ狂いの女 act.1（10月19日 BRAVO）
- 鬼イカセ 紅音ほたる（10月20日 レアル・ワークス）
- 素人ギャルをナンパして潮吹かせちゃいました!2(レンタル）（10月27日 うまなみ。(ケイ・エム・プロデュース））
- うまなみプレゼンツ 24 素人ギャルをナンパして潮吹かせちゃいました!4時間（セル）（10月27日 おかず。(ケイ・エム・プロデュース））
- NOモザイクOMANKO（11月1日 ワンズファクトリー）
- 超高級美少女レズ・ソープ嬢（11月4日 ディープス）
- イクイク!ギャル痴女家庭教師（11月4日 ヒビノ）
- 超接写!潮吹きバックアングル（11月13日 マルクス兄弟）
- 業界NO.1潮吹きギャル（11月16日 アイエナジー）
- 集団痴女ギャルサー 完全版（11月17日 おかず。(ケイ・エム・プロデュース））
- 痴女仕置人 2 完全版（11月24日 おかず。(ケイ・エム・プロデュース））
- Wシャワー 女のザーメン（11月25日 しのだプロジェクト）
- 中出し強要ギャル痴女〜ねぇ、中に出して!〜 4時間（11月24日 おかず。(ケイ・エム・プロデュース））]
- Wシャワー 女のザーメン（11月25日 しのだプロジェクト）
- GALCIR（12月1日 アイデアポケット）
- 誘惑（12月7日 SODクリエイト）
- 陵辱 中出し病棟（12月7日 SODクリエイト）
- WATER POLE SPECIAL（12月9日 プレステージ）
- 紅音ほたるがHで責め好きな僕のママになったら、（12月13日 マルクス兄弟）
- 潮吹き がまん顔 2（12月15日 アロマ企画）
- イクイク!潮吹きエクスタシー憧れの紅音先生はギャルで痴女（12月21日 ヒビノ）

- 遂に解禁!!! 電マ上等 黒人野郎（1月5日 アイエナジー）
- 潜入潮吹き捜査官（1月5日 アキノリ）
- 白い痴女と黒い痴女（1月5日 ワープエンタテインメント）
- 超[チョ〜]お宝 VOL.02（1月15日 ワープエンタテインメント）
- エロい女教師 性感授業（1月18日 アイエナジー）
- スペルマヴァンパイア 02（1月19日 U&K）
- WATER POLE SP 02.（1月19日 プレステージ）
- Fragrance 22 新宿 HOTARU 23歳（1月25日 YeLLOW）
- ギャルロワイヤル（1月26日 TMA）
- 職権乱用 1（1月26日 U&K）
- 嫉妬 インケイジュ（2月5日 ワープエンタテインメント）
- 紅音ほたる 潮吹き100連発（2月8日 アイエナジー）
- （初）パイパン・丸見え潮吹き（2月8日 ヒビノ）
- 紅音ほたるの超敏感Fuck（2月8日 アキノリ）
- Wキャスト ICHIKA（2月13日 MOODYZ）
- 黒人中出し20連発 [GALダンサー 紅音ほたる]（2月13日 カルマ）
- イカせ痴漢トランス（2月13日 マルクス兄弟）
- 鬼イカセ 紅音ほたる 2（2月16日 レアル・ワークス）
- オナニー パラノイア（2月19日 ドグマ）
- 潮吹き女痴漢師 紅音ほたる 中出し童貞チ○ポ狩りSP（2月22日 SODクリエイト）
- トリプルシャワー 女のザーメン2（2月25日 しのだプロジェクト）
- Les-noir5 肉奴隷調教飼育（3月7日 アタッカーズ）
- Best of Advanced Actresses 〜よく見るあの子は誰？〜（3月8日、SODクリエイト）
- 黒人乱交ファック（3月13日 カルマ）
- 恋する潮吹き同性愛（3月19日 クロス）
- 紅音ほたる デラックス（3月22日 アイエナジー）
- 紅音ほたるが風俗開業!〜ローション代わりに潮吹きまくり!〜（4月5日 ディープス）
- 超最高級 性感 中出し（4月5日 アイエナジー）
- 実家に帰ると兄貴の嫁さんに童貞を奪われた お姉ちゃんの潮吹き17連発見せたろか?!（4月5日 ヒビノ）
- RAZZ-MA-TAZZ ラズマタズ 6（4月10日 ラストラス）
- ギャル痴女の潮吹き!中出し!バコバコ乱交!（4月13日 マルクス兄弟）
- 極上ボディー。極上レディー。極上FUCK。×4（4月19日 クロス）
- ギャル 騎乗位 中出し（5月4日 アイエナジー）
- 派遣OLが正社員のおちんぽを次々に潮まみれにしちゃいました(仮）（5月4日 ヒビノ）
- 非日常的悶絶遊戯 モデルハウスの受付と接客のバイト、ほたるの場合（5月10日 AVS）
- RAZZ-MA-TAZZ ラズマタズ 7（5月10日 ラストラス）
- 媚薬女子高生 連続生中出し全身痙攣アクメ（5月17日 SODクリエイト）
- 極上ボディー。極上レディー。極上FUCK。×4（5月19日 クロス）
- 肛門潮吹き極太合体レズビアン（6月1日 クロス）※AV OPEN 2007 チャレンジステージエントリー作品
- 絶頂潮吹き 連続中出しファック（6月7日 アイエナジー）
- EROメガネ秘書（6月13日 マルクス兄弟）
- 年刊紅音ほたる（6月18日 トップ・マーシャル）
- 地獄痴女（6月22日 レアル・ワークス）
- ロ●ータ×潮吹きギャル（7月5日 アイエナジー）
- 潮吹き温泉ほたる旅館（7月5日 ヒビノ）
- 紅音ほたるをペットにした妄想ハッピー生活（7月13日 マルクス兄弟）
- 母は刺青美熟女マゾヒスト、娘二人は性的サディスト。親子三人近親相姦同性愛（7月19日 クロス）
- 調教完了。中出し陵辱病棟 牝奴隷ナース誕生編（7月19日 SODクリエイト）
- 最強痴女軍団と40歳童貞軍団（7月20日 レアル・ワークス）
- 潮吹き達人!痴女・紅音ほたるの おもらし三昧（8月1日 AVS）
- 紅音ほたる Platinum コレクション 4時間（8月1日 ワンズファクトリー） ※総集編 未公開SEXあり。
- 極上 潮吹き温泉（8月1日 MOODYZ）
- マジックミラー号 激烈ボディー逆ナンパ 横浜みなとみらい編（8月4日、ディープス）
- ロゼーン・メイデン（8月10日、TMA）
- 32人の乳もみインタビュー 4時間（8月10日 TMA）他31名出演
- POLE DANCE FUCK（9月1日 MOODYZ）
- VerSus（9月14日 アリスJAPAN）
- みるスポ!（9月19日 みるきぃぷりん♪）
- 保険外交員 中出しレイプ （9月20日 アイエナジー）
- 最高の潮吹き女教師（9月25日 OPERA［オペラ］）
- ドS痴女ダブルマッサージサロン（10月1日 ワンズファクトリー）
- 接吻や乳首舐められながら手コキされた僕。（10月1日 ワンズファクトリー）
- 紅音ほたるPREMIUM 上巻 潮吹きレズ編（10月11日 麒麟堂）
- 紅音ほたるPREMIUM 下巻 潮吹き痴女編（10月11日 麒麟堂）
- こんな痴女キャバ嬢を指名してみたい。（10月13日 マルクス兄弟）
- ノーモザイクおまんこ 9（10月13日 カルマ）
- 紅音ほたるの絶頂ロリータ3P天国（10月19日 クロス）
- Elegant Queen（11月13日 MOODYZ）
- エロカワナース（11月16日 GLAY'z）
- 社長秘書 潮吹き勤務（11月22日 アイエナジー）
- kira☆kira SPECIAL DANCINGGALS★集団乱交（11月25日 kira☆kira）
- エキサイト エアーセックス（12月1日 NIRVANA）※AVグランプリ2008 マニアステージ エントリー作品
- 裏名湯七泉!予約率No.1!!VIP専用スペシャル大浴場 伝説の乱交パラダイス温泉（12月13日 MOODYZ）
- ぶるまにあ（12月19日 みるきぃぷりん♪）
- パイパン大量潮吹きFUCK（12月25日 BEAUTY）

- サイレント・レズビアン 美しい女のリアルレズLIVE（1月19日 ドグマ）
- 顔射ぶっかけゴックン潮吹き大噴出レズビアン（2月19日、クロス）
- 関西弁のイヤらしい女の潮吹き逆電（3月6日 ディープス）
- 母乳潮吹き濃厚汁だくレズビアン（3月19日 アンナと花子）
- 精子が8億匹作られるビデオ（4月1日 MOODYZ）
- 乃亜初監督作品 主演紅音ほたる（4月18日 レアル・ワークス）
- 拘束椅子Lbia（4月19日、ドグマ）
- サディスティック痴女覚醒 Wild Thing（5月7日、桃太郎映像出版）
- 痴女M女覚醒 アウトテイクス Wild Thing（5月7日、桃太郎映像出版）
- kira☆kira HIGHSCHOOL GALS Vol.3（5月19日、kira☆kira）
- ドリーム学園12 6時間完全版（6月1日、MOODYZ）
- あれから10年 秘技伝授 男のバイブル Vol.1 [ 完全潮吹き入門 ]（6月19日、ドグマ）
- 拘束椅子Lbian（6月19日、ドグマ）
- 潮吹きが2時間で出来るようになるDVD（6月19日 SODクリエイト）
- 潮吹き最強（6月20日 ケイ・エム・プロデュース）
- 女のザーメン 3（6月25日 しのだプロジェクト）
- ずる剥け潮吹きふたなり痴女のお姉ちゃん、巨根包茎可愛い弟。姉弟二人はM男調教アナル開発近親相姦（7月19日 アンナと花子）
- 最高の潮吹き 聖水おもらしSEX（8月1日 MOODYZ）
- 挑発潮吹き痴女と癒しの巨乳痴女のザーメン搾り（9月1日、ワンズファクトリー）
- ほたるとひかりの潮吹き同棲生活1週間（9月19日 アンナと花子）
- あこがれの紅音先生はいつも汁ダクにオマ○コ濡らしているド淫乱痴女だった。（10月7日、桃太郎映像出版）
- 拘束椅子Lbian（10月13日、ドグマ）
- 紅音ほたる引退作品 ファイナル潮吹き顔射浣腸ぶっかけスペシャル（10月19日 クロス）※引退作

個人総集編
- 秋月杏菜です。THE BEST REMIX（2005年3月1日、WANZ）
- ベストセレクション ホタル☆せいかつ（2005年11月25日、FREE STYLE）
- 絶頂ヴィーナス 〜Perfect Collection〜 12コーナー4時間（2006年2月1日、MOODYZ）
- スペシャル 完全永久保存版（2006年12月7日、アイエナジー）
- デビュー当時の紅音ほたるが見れる!おかたーいし◆ご◆と◆で働く特選娘 作品集240分（2006年12月21日、DEEPS）
- SUPER BEST 4時間（2007年2月1日、WANZ）
- VERY BEST OF 紅音ほたる 完全版（2007年2月16日、おかず。）
- デラックス（2007年3月22日、アイエナジー）
- 潮吹き4時間スペシャル（2007年5月13日、MARX Brothers）
- VERY BEST OF 紅音ほたる 2（2007年5月18日、おかず。）
- 生本番8時間13ハメ+1 77噴射（2007年7月5日、SOFT ON DEMAND）
- Platinum コレクション 4時間（2007年9月1日、WANZ）
- 紅音ほたるスペシャル 2 完全永久保存版（2008年5月22日、アイエナジー）
- HISTORY 16時間4枚組（2008年10月31日、TMA）
- 超絶BEST（2009年1月13日、KARMA）
- まるごと紅音ほたるDX（2009年2月7日、桃太郎）
- KUKIピンクファイル あのピンクファイルで魅せる! （2009年9月25日、KUKI Pink）
- ノーカット（2012年3月1日、NIRVANA）
- 伝説のプレミアムAV女優 8時間（2012年7月15日、WANZ）
- コンプリート8時間（2012年11月13日、MARX Brothers）
- 潮吹きクィーン 16時間（2012年11月19日、Rookie）

## イベント出演
- レッドリボンライブ2007（2007年11月30日 渋谷クラブAX）
- 紅音ほたる・公開エイズ検査@赤枝先生主催街角無料匿名エイズ検査